# Future-Bass
Future-Bass (fälschlicherweise oft auch als Future-Pop bezeichnet) ist ein Musikgenre, das um das Jahr 2006 in Großbritannien, den USA, China, Japan und Australien entstand. Während die Trap-Musik anfangs lediglich einen Einflussfaktor darstellte, verschwimmt das Genre mittlerweile sehr mit dem sogenannten Lovetrap.

## Geschichte
Future-Bass entwickelte sich aus den Fußstapfen des Trap-, Footwork- und UK-Garage-Sound. Die Elemente wurden insoweit verknüpft, dass sie rhythmisch auf der Trap-Musik basieren, jedoch einen starken Fokus auf die Bassline aufweisen. Auf diese Weise wurde ein eigener Sound geprägt, der insbesondere auf YouTube schnell an Aufmerksamkeit gewann. So veröffentlichten Independent-Kanäle wie Trap-Nation Lieder des schnell wachsenden Genres. Viele Titel dienten aufgrund des oft als fröhlich und zugleich entspannend beschriebenen Sound als Background-Musik von Lifestyle-Videos. Durch die Überschneidung mit dem Musikstil Lovetrap erfuhr das Genre zwischen 2012 und 2014 eine Neuausrichtung. Insbesondere durch Musiker wie Flume, Illenium oder San Holo wurde der Sound definiert und konnte sich modernisieren. Nachdem Flume die Future-Bass-Szene in seiner Heimat bereits durchsetzen konnte, erreichten 2015 unter anderem DJ Snake mit Middle oder Chainsmokers mit Roses erste weltweite kommerzielle Erfolge. 2016 verschmolzen die Genres Future-Bass und Lovetrap nahezu komplett miteinander. Eine weitere Persönlichkeit, die aus dem Stil hervorging und sich zu einem der in diesem Kontext meist genannten Namen entwickelte, war der DJ und Produzent Marshmello. Weiterhin dominierten Abwandlungen und kommerzielle Crossovers im Jahr 2016 sowohl Verkaufs- als auch sämtliche Dance-Charts. Künstler wie Martin Garrix, Headhunterz und Yellow Claw wechselten kurz- oder langfristig von ihrer Electro-House- oder Hardstyle-geprägten Musik zum Future-Bass.

## Einflüsse
Future-Bass wird als stark auf Bassline fokussierend beschrieben. Diese wird meist mit verstimmten Synthesizer-Sounds erstellt und tritt meist als Kipp- oder Rechteckschwingung auf. Die Sound-Waves werden meist durch Normalisierung oder die Verwendung eines Low Frequency Oscillator und dessen Audiofilter (typischerweise ein Tiefpass- oder Hochpassfilter) lauter oder leiser moduliert. Darüber hinaus ist die Verwendung eines „twinkly“-Sounds (ein allmählichen Anstieg der Tonhöhe), darunter auch mit Arpeggio-Akkorden und Vocoder geläufig.

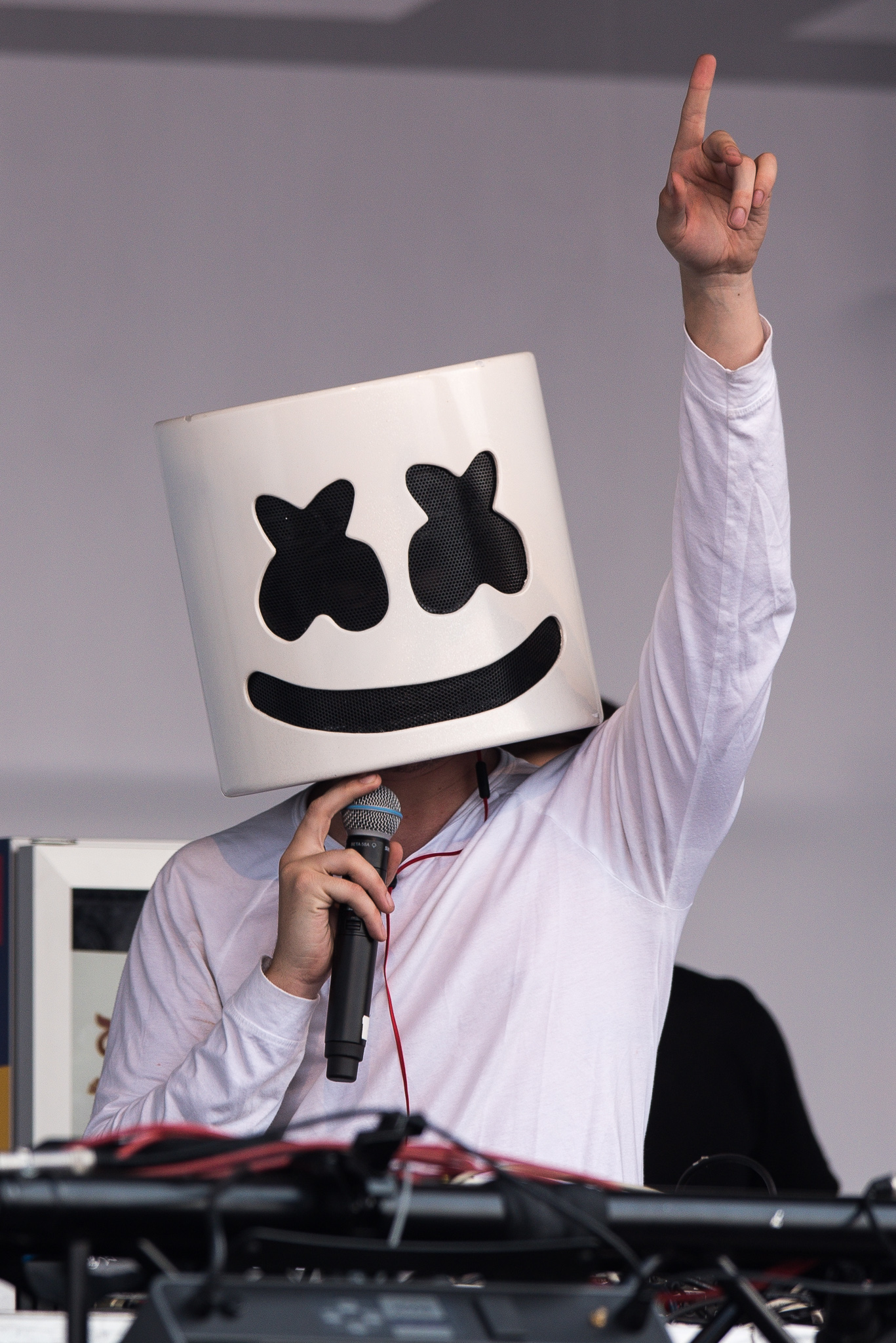
Marshmello, einer der bekanntesten Vertreter

Neben den Vorläufer-Sounds der Trap-, Footwork- und UK-Garage-Musik flossen im Laufe der 2010er auch Spuren des Hip-Hops und insbesondere der, aus dem Electro House bekannten Vocal-Cuts in das Future-Bass-Schema ein. Populär wurde auch die Verwendung von Tropical-House-Elementen in Future-Bass- beziehungsweise Lovetrap-Produktionen. Das Plattenlabel „Kontor Records“ ließ im Zuge dessen den Begriff „Trapical“ etablieren. Als Beispiele ließen sich das Lied The Ocean von Mike Perry oder Poseidon von Neptunica nennen.

## Subgenres

### Kawaii Future-Bass
Kawaii Future-Bass ist ein Subgenre des Future-Bass. Es ist bekannt für eine vornehmlich fröhliche und süße Stimmung sowie dem starken Einfluss der Japanischen Pop-Kultur. Oft genutzte Elemente sind Chiptune, Rechteckschwingung, Samples aus dem Anime/Videospiel-Kosmos und Tür- sowie Bettquietschen. Auf digitalen Plattformen wie YouTube, Spotify und Soundcloud erreichen Künstler wie Hyper Potions, Aiobahn oder Snail's House Millionen von Aufrufen.

## Vertreter
- Neptunica
- The Chainsmokers
- Flume
- Martin Garrix
- Illenium
- Madeon
- Marshmello
- R3hab
- San Holo
- DJ Snake
- Haywyre